# Prabhas
Prabhas (Chennai, 23 oktober 1979) is een Indiaas acteur uit de Telugu filmindustrie.

## Biografie
Prabhas maakte in 2002 zijn debuut met Eeswar . Zijn doorbraak kwam in 2004 met de romantische actiefilm Varsham. Andere hits van hem waren Chatrapathi, Bujjigadu, Billa, Darling, Mr. Perfect en Mirchi. Hij bereikte de sterrenstatus met de kaskraker Baahubali: The Beginning in 2015, het vervolg Baahubali 2: The Conclusion dat twee later verscheen verbrak alle records.
Prabhas was de eerste Zuid-Indiase acteur met een wassenbeeld in het Madame Tussauds.

## Filmografie
| Jaar | Film                        | Rol                                                  | Taal                 | Opmerking          |
| ---- | --------------------------- | ---------------------------------------------------- | -------------------- | ------------------ |
| 2002 | Eeswar                      | Eeswar                                               | Telugu               |                    |
| 2003 | Raghavendra                 | Raghavendra                                          | Telugu               |                    |
| 2004 | Varsham                     | Venkat                                               | Telugu               |                    |
| 2004 | Adavi Ramudu                | Ramudu                                               | Telugu               |                    |
| 2005 | Chakram                     | Chakram                                              | Telugu               |                    |
| 2005 | Chatrapathi                 | Siva/ Chatrapathi                                    | Telugu               |                    |
| 2006 | Pournam                     | Siva Kesava                                          | Telugu               |                    |
| 2007 | Yogi                        | Eeswar Prasad/ Yogi                                  | Telugu               |                    |
| 2007 | Munna                       | Munna                                                | Telugu               |                    |
| 2008 | Bujjigadu                   | Bujji/ Linga Raju/ Rajinikanth                       | Telugu               |                    |
| 2009 | Billa                       | Billa/ Ranga                                         | Telugu               |                    |
| 2009 | Ek Niranjan                 | Chotu                                                | Telugu               |                    |
| 2010 | Darling                     | Prabhas                                              | Telugu               |                    |
| 2011 | Mr. Perfect                 | Vicky                                                | Telugu               |                    |
| 2012 | Rebel                       | Rishi/ Rebel                                         | Telugu               |                    |
| 2012 | Denikaina Ready             |                                                      | Telugu               | stem Manchu Vishnu |
| 2013 | Mirchi                      | Jai                                                  | Telugu               |                    |
| 2014 | Action Jackson              | zichzelf                                             | Hindi                | gastoptreden       |
| 2015 | Baahubali: The Beginning    | Mahendra Baahubali/Shivudu/Shivu Amarendra Baahubali | Telugu/ Tamil        |                    |
| 2017 | Baahubali 2: The Conclusion | Mahendra Baahubali/Shivudu/Shivu Amarendra Baahubali | Telugu/ Tamil        |                    |
| 2019 | Saaho                       | Ashok Chakravarthy/ Siddhant Nandan Saaho            | Hindi/ Tamil/ Telugu |                    |
| 2022 | Radhe Shyam                 | Vikramaditya                                         | Hindi/ Telugu        |                    |
| 2023 | Adipurush                   | Raghava                                              | Hindi/ Telugu        |                    |
| 2023 | Salaar: Part 1 – Ceasefire  | Devaratha Raisaar                                    | Telugu               |                    |
| 2024 | Kalki 2898 AD               | Bhairava/ Karna                                      | Telugu               |                    |
| 2025 | Kannappa                    | Rudra                                                | Telugu               |                    |